# 4 de fevereiro
4 de fevereiro é o 35.º dia do ano no calendário gregoriano. Faltam 330 dias para acabar o ano (331 em anos bissextos).

## Eventos históricos

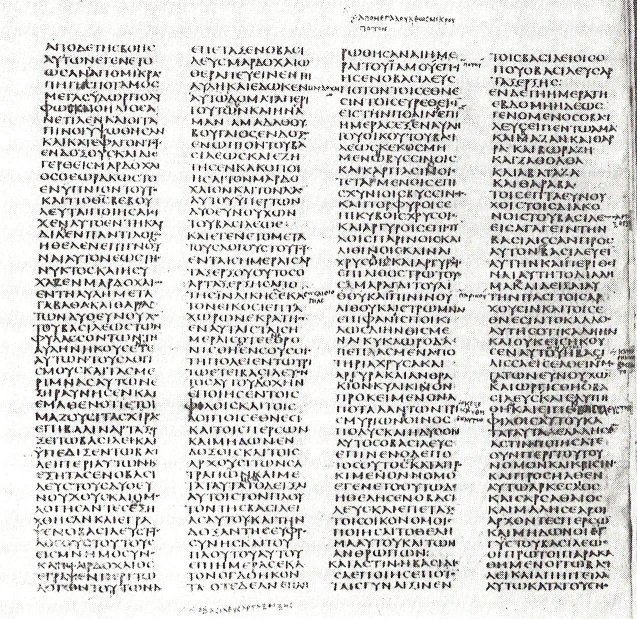
1859: Descoberta do Codex Sinaiticus.

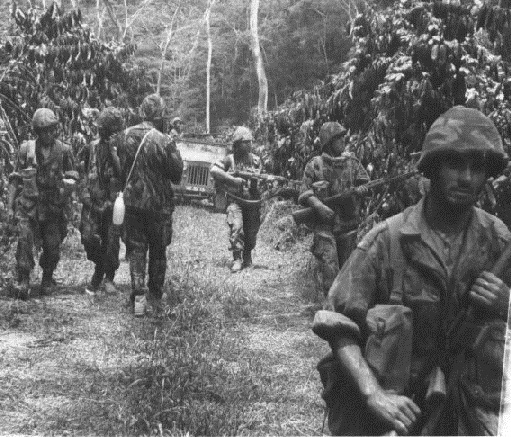
1961: Guerra de Independência de Angola.

- 0211 — Imperador romano Sétimo Severo morre em Eboraco enquanto se preparava para liderar uma campanha contra os caledônios, o império é deixado no controle de seus dois filhos, Caracala e Geta.
- 0960 — Coroação de Zhao Kuangyin como o Imperador Song Taizu, iniciando o período da dinastia Song da China que duraria mais de três séculos.
- 1169 — Um forte terremoto atinge a costa jônica da Sicília, causando dezenas de milhares de feridos e mortos, especialmente em Catania.
- 1454 — Guerra dos Treze Anos: o Conselho Secreto da Confederação Prussiana envia um ato formal de desobediência ao Grande Mestre dos Cavaleiros Teutônicos, dando início à Guerra dos Treze Anos.
- 1488 — Bartolomeu Dias comanda a primeira expedição europeia a alcançar a África do Sul e o Oceano Índico.
- 1555 — Acusado e preso por heresia, John Rogers é queimado na fogueira, tornando-se o primeiro mártir protestante no reinado da rainha católica Maria I de Inglaterra.
- 1703 — Em Edo (atual Tóquio), 46 dos quarenta e sete rōnin (samurais sem mestre) cometem seppuku (ritual de suicídio) como recompensa por vingar a morte de seu mestre.
- 1758 — A cidade de Macapá é fundada por Sebastião Veiga Cabral.
- 1789 — George Washington é eleito por unanimidade como o primeiro presidente dos Estados Unidos pelo Colégio Eleitoral dos Estados Unidos.[1]
- 1794 — A legislatura francesa abole a escravidão em todos os territórios da Primeira República Francesa. Seria restabelecido nas Índias Ocidentais Francesas em 1802.[2]
- 1797 — O terremoto de Riobamba atinge o Equador, causando até 40 000 vítimas.
- 1810 — Guerras Napoleônicas: o Reino Unido toma Guadalupe.
- 1820 — A Marinha do Chile sob o comando de Lord Cochrane completa a captura de Valdivia de dois dias com apenas 300 homens e dois navios.
- 1859 — Codex Sinaiticus é descoberto no Egito.
- 1899 — A Guerra Filipino-Americana começa quando quatro revolucionários filipinos entram na "Zona Americana" em Manila, iniciando a Batalha de Manila.[3]
- 1932 — Segunda Guerra Sino-Japonesa: Harbin, Manchúria, cai para o Japão.
- 1938 — Adolf Hitler nomeia-se chefe do Alto Comando das Forças Armadas.
- 1945 — Segunda Guerra Mundial: a Conferência de Ialta entre os "Três Grandes" (Churchill, Roosevelt e Stalin) tem início no Palácio de Livadia, na Crimeia.
- 1948 — Ceilão (mais tarde renomeado Sri Lanka) torna-se independente dentro da então Comunidade Britânica.
- 1961 — Ocorrem os ataques a Luanda em fevereiro de 1961, fato que dá início a Guerra de Independência de Angola e a Guerra Colonial Portuguesa.
- 1966 — O voo All Nippon Airways 60 mergulha na Baía de Tóquio, matando 133 pessoas.
- 1967 — Programa Lunar Orbiter: a Lunar Orbiter 3 parte do Complexo de Lançamento 13 de Cabo Canaveral na sua missão de identificar possíveis locais de pouso seguros para as missões Surveyor e Apollo.
- 1969 — Yasser Arafat assume a presidência da Organização para a Libertação da Palestina.
- 1974 — Guerra Fria: O grupo terrorista norte-americano de orientação marxista Exército Simbionês de Libertação sequestra Patty Hearst em Berkeley, Estados Unidos. Posteriormente esta sofreria lavagem cerebral juntando-se aos sequestradores num assalto a banco (atitude explicada pela Síndrome de Estocolmo),[4] sendo presa até receber um indulto do presidente Jimmy Carter.[5]
- 1976 — Na Guatemala e em Honduras, um terremoto mata aproximadamente 23 000 pessoas.
- 1992 — Tentativa de golpe de Estado é liderada pelo militar Hugo Chávez contra o presidente venezuelano, Carlos Andrés Pérez. A tentativa de golpe falha em depor o governo de Pérez, resultando na prisão de Hugo Chávez e dos demais participantes.
- 1997 — A caminho do Líbano, dois helicópteros de transporte de tropas israelenses Sikorsky CH-53 colidem em pleno ar sobre o norte da Galileia, em Israel, matando 73 pessoas.[6]
- 1998 — Um terremoto de 5,9 Mw no Afeganistão sacode a província de Takhar com uma intensidade máxima de Mercalli de VII. Com aproximadamente 1 800 mortos.[7]
- 2000 — A Cúpula Mundial Contra o Câncer para o Novo Milênio, Carta de Paris é assinada pelo Presidente da França, Jacques Chirac e pelo Diretor Geral da UNESCO, Koichiro Matsuura, dando início ao Dia Mundial de Combate ao Câncer, que acontece em 4 de fevereiro de cada ano.
- 2003 — República Federativa da Iugoslávia é renomeada oficialmente Sérvia e Montenegro e adota uma nova constituição.
- 2004 — Facebook, uma mídia social e rede social virtual, é fundada pelo norte-americano Mark Zuckerberg e pelo brasileiro Eduardo Saverin.
- 2015 — Voo TransAsia Airways 235 com 58 pessoas a bordo, na rota da capital taiwanesa Taipé para Kinmen, cai no rio Keelung logo após a decolagem, matando 43 pessoas.
- 2017 — Mais de 100 pessoas morrem após aumento da violência urbana no estado brasileiro do Espírito Santo por conta da greve da Polícia Militar deste estado.
- 2020 — A pandemia de COVID-19 faz com que todos os cassinos em Macau sejam fechados durante 15 dias.[8]
- 2022 — O ciclone Batsirai causou novos estragos nas mesmas áreas que a tempestade Ana atingiu, causando mais 120 mortes na África Austral.[9]

## Nascimentos

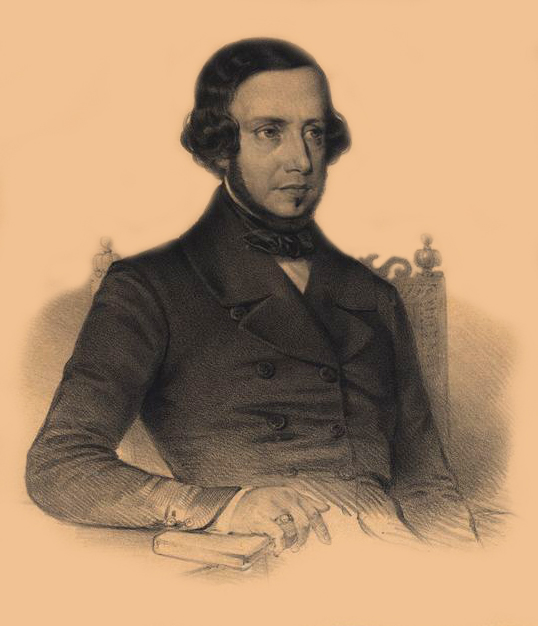
Almeida Garrett

Charles Lindbergh

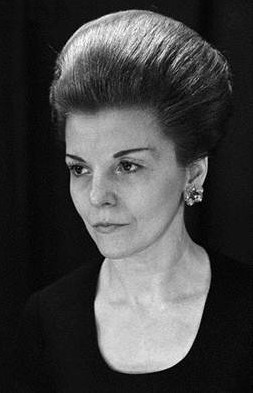
Isabel Perón

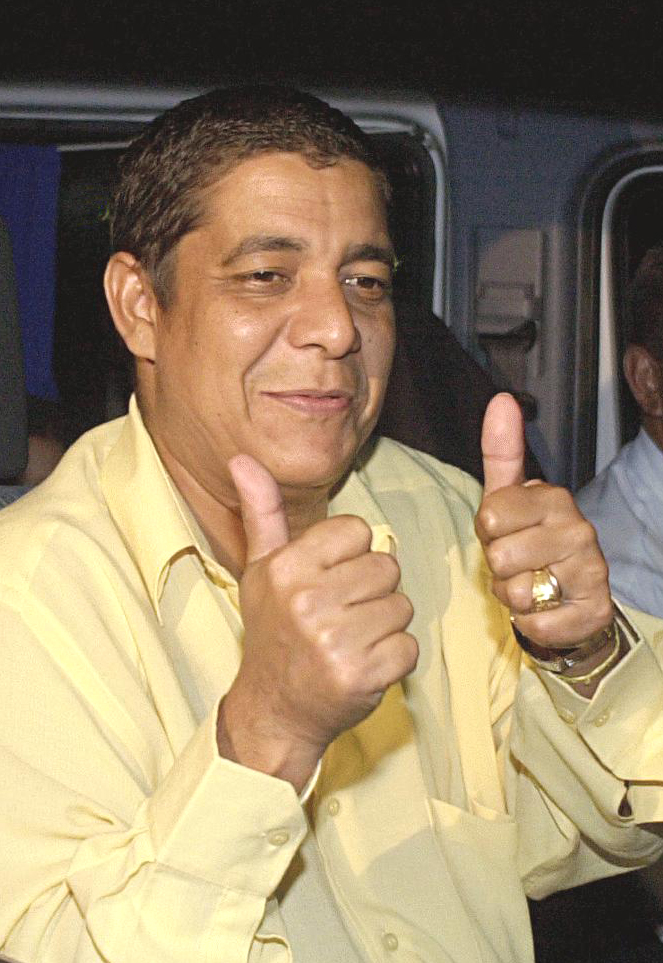
Zeca Pagodinho

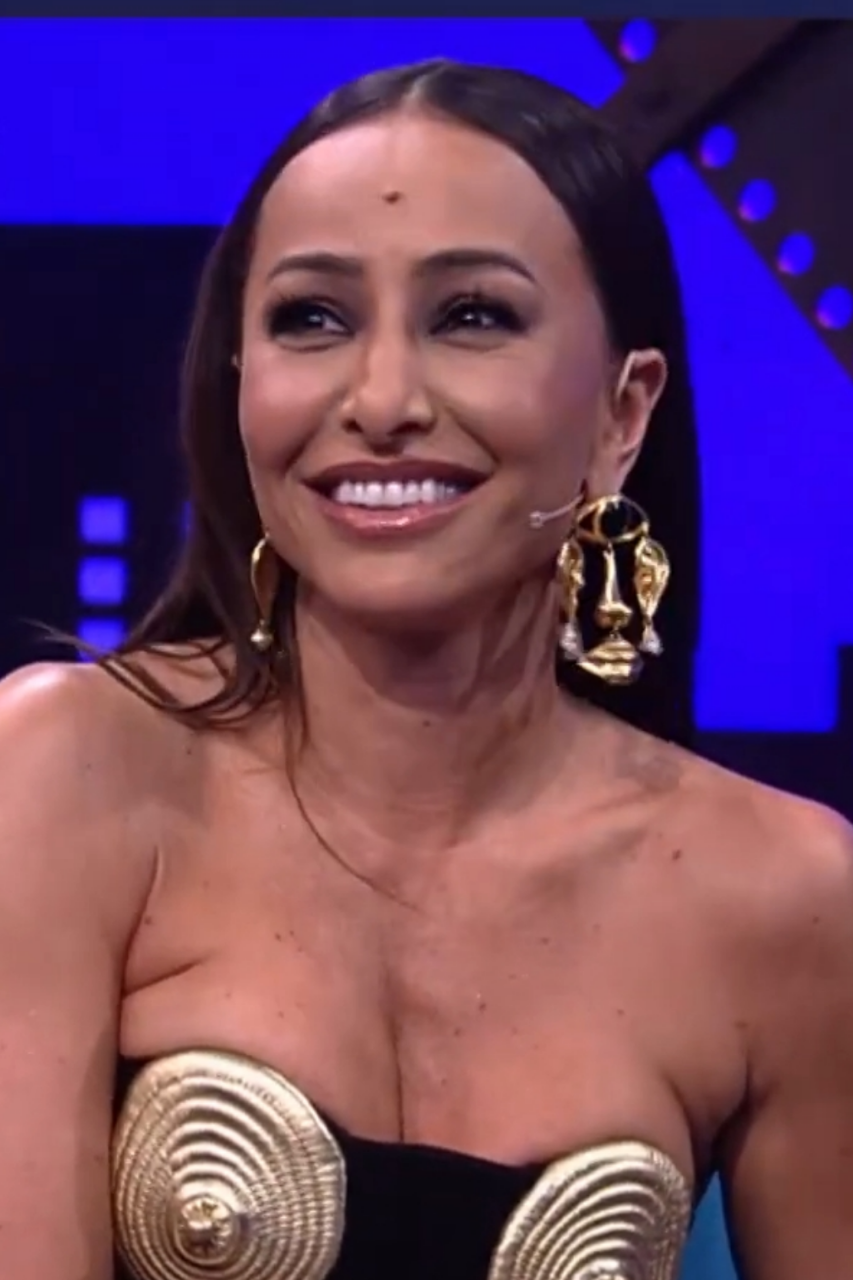
Sabrina Sato

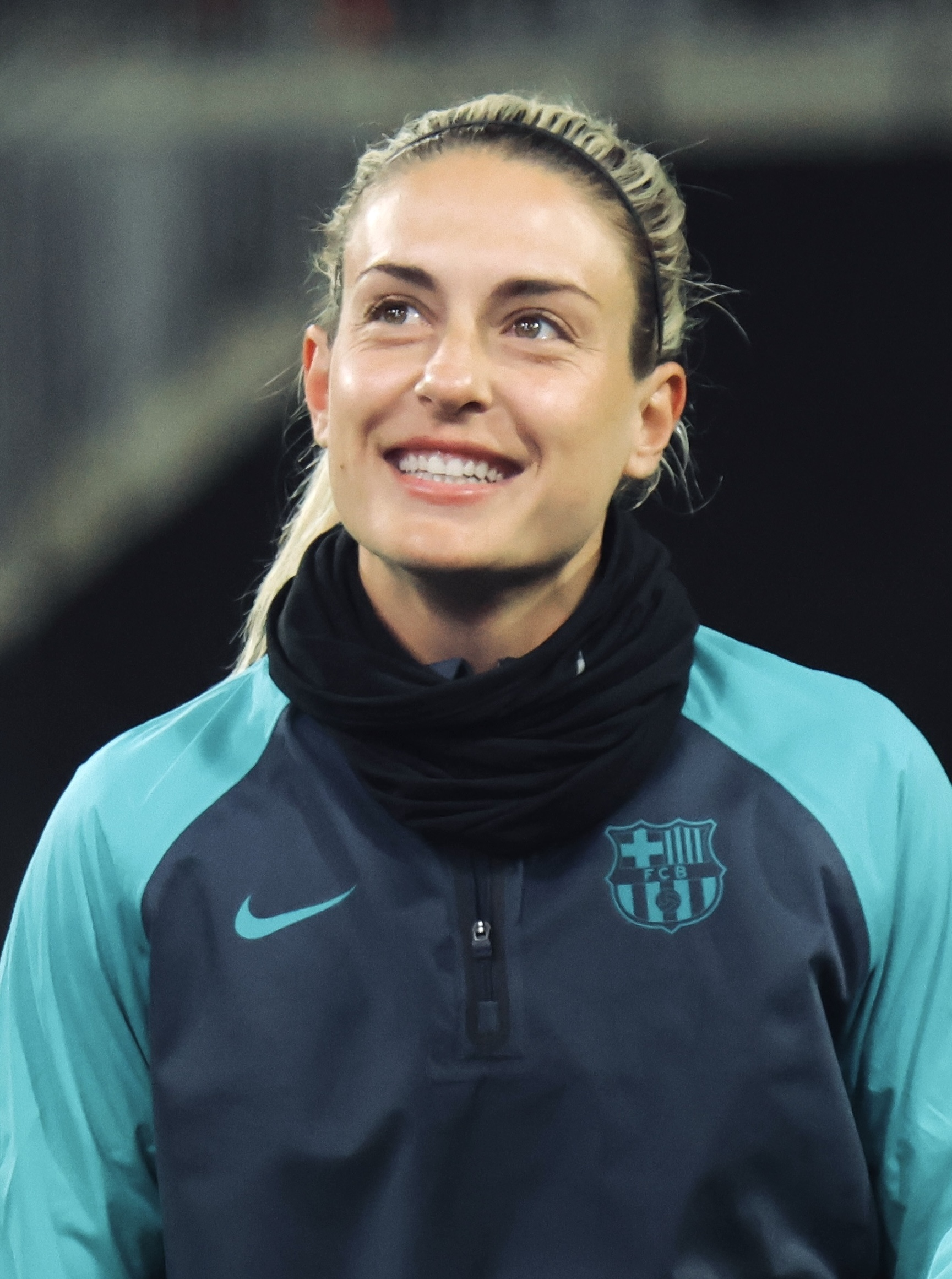
Alexia Putellas

### Anterior ao século XIX
- 1378 — Catarina de França, Condessa de Montpensier (m. 1386).
- 1495 — Francisco II Sforza, duque de Milão (m. 1535).
- 1575 — Pierre de Bérulle, cardeal e teólogo francês (m. 1629).
- 1688 — Pierre de Marivaux, escritor e dramaturgo francês (m. 1763).
- 1725 — Dru Drury, entomologista e escritor britânico (m. 1804).
- 1740 — Carl Michael Bellman, poeta e compositor sueco (m. 1795).
- 1742 — Adam Philippe de Custine, general francês (m. 1793).
- 1746 — Tadeusz Kościuszko, militar polaco-lituano (m. 1817).
- 1776 — Gottfried Reinhold Treviranus, biólogo alemão (m. 1837).
- 1778 — Augustin Pyrame de Candolle, botânico, micologista e acadêmico suíço (m. 1841).
- 1799 — Almeida Garrett, jornalista e escritor português (m. 1854).

### Século XIX
- 1805 — William Harrison Ainsworth, escritor britânico (m. 1882).
- 1818 — Joshua Norton, excêntrico e visionário americano (m. 1880).
- 1831 — Oliver Ames, empresário, financista e político americano (m. 1895).
- 1841 — Hermenegildo Capelo, militar e explorador português (m. 1917).
- 1842 — Georg Brandes, crítico dinamarquês (m. 1927).
- 1848 — Jean Aicard, poeta, escritor e dramaturgo francês (m. 1921).
- 1849 — Jean Richepin, poeta, escritor e dramaturgo francês (m. 1926).
- 1869 — Bill Haywood, organizador de trabalho americano (m. 1928).
- 1871 — Friedrich Ebert, advogado e político alemão (m. 1925).
- 1872 — Gotse Delchev, ativista revolucionário búlgaro-macedônio (m. 1903).
- 1873 — Étienne Desmarteau, arremessador de peso e lançador de disco canadense (m. 1905).
- 1875 — Ludwig Prandtl, físico e engenheiro alemão (m. 1953).
- 1881 — Fernand Léger, pintor e escultor francês (m. 1955).
- 1883 — Reinhold Rudenberg, inventor teuto-americano (m. 1961).
- 1893 — Raymond Dart, anatomista e antropólogo australiano (m. 1988).
- 1895
  - Nigel Bruce, ator britânico (m. 1953).
  - Henrique Galvão, administrador colonial e escritor português (m. 1970).
- 1896 — Friedrich Hund, físico e acadêmico alemão (m. 1997).
- 1897 — Ludwig Erhard, militar e político alemão (m. 1977).
- 1900 — Jacques Prévert, poeta e roteirista francês (m. 1977).

### Século XX

#### 1901–1950
- 1902 — Charles Lindbergh, aviador e explorador estadunidense (m. 1974).
- 1903 — Alexander Imich, químico, parapsicólogo e acadêmico polonês-americano (m. 2014).
- 1906
  - Clyde Tombaugh, astrônomo e acadêmico estadunidense (m. 1997).
  - Dietrich Bonhoeffer, pastor e teólogo alemão (m. 1945).
- 1912
  - Erich Leinsdorf, maestro austro-americano (m. 1993).
  - Byron Nelson, golfista e locutor esportivo americano (m. 2006).
- 1913 — Rosa Parks, ativista dos direitos civis norte-americana (m. 2005).
- 1915 — Norman Wisdom, cantor, compositor e ator britânico (m. 2010).
- 1917 — Yahya Khan, general e político paquistanês (m. 1980).
- 1918
  - Ida Lupino, atriz e diretora anglo-americana (m. 1995).
  - Luigi Pareyson, filósofo e escritor italiano (m. 1991).
- 1919
  - Janet Waldo, atriz e dubladora americana (m. 2016).
  - Fernando Figueira, médico brasileiro (m. 2003).
- 1921
  - Betty Friedan, feminista e escritora norte-americana (m. 2006).
  - Lotfali Askar-Zadeh, matemático e cientista da computação iraniano-americano (m. 2017).
- 1923 — Conrad Bain, ator canadense-americano (m. 2013).
- 1925
  - Stanley Karnow, jornalista e historiador americano (m. 2013).
  - Christopher Zeeman, matemático e acadêmico britânico (m. 2016).
- 1926 — Gyula Grosics, futebolista e treinador húngaro (m. 2014).
- 1927 — Rolf Landauer, físico e acadêmico teuto-americano (m. 1999).
- 1928 — Kim Yong-nam, político norte-coreano.
- 1930 — Jim Loscutoff, jogador de basquete americano (m. 2015).
- 1931 — Isabelita Perón, dançarina e política argentina.
- 1932 — Dudley Richards, patinador artístico americano (m. 1961).
- 1935 — Martti Talvela, cantora de ópera finlandesa (m. 1989).
- 1937
  - David Newman, diretor e roteirista americano (m. 2003).
  - John Devitt, ex-nadador australiano (m. 2023).
- 1940 — George A. Romero, diretor e produtor americano (m. 2017).
- 1941 — Laisenia Qarase, político fijiano (m. 2020).
- 1942 — José Cid, músico, cantor e compositor português.
- 1943
  - Alberto João Jardim, jornalista e político português.
  - Wanda Rutkiewicz, alpinista lituano-polonesa (m. 1992).
  - Ken Thompson, cientista da computação e programador americano.
- 1945 — Maria João Avillez, jornalista portuguesa.
- 1947
  - Garibaldi Alves Filho, político brasileiro.
  - Dan Quayle, militar, advogado e político estadunidense.
- 1948
  - Alice Cooper, cantor e compositor estadunidense.
  - Ram Baran Yadav, político nepalês.
- 1949
  - Michael Beck, ator americano.
  - Rasim Delić, general bósnio (m. 2010).
- 1950 — Phil Ehart, baterista e compositor de rock americano.

#### 1951–2000
- 1951 — Patrick Bergin, ator irlandês.
- 1952 — Jenny Shipley, educadora e política neozelandesa.
- 1955
  - Nabil Bonduki, urbanista e político brasileiro.
  - Mikuláš Dzurinda, político eslovaco.
  - Takayuki Miyauchi, cantor japonês.
- 1957 — Don Davis, compositor e maestro americano.
- 1959
  - Zeca Pagodinho, cantor e compositor brasileiro.
  - Christian Schreier, futebolista e treinador alemão.
  - Lawrence Taylor, jogador de futebol e locutor esportivo americano.
- 1960
  - Jonathan Larson, compositor e dramaturgo norte-americano (m. 1996).
  - Jenette Goldstein, atriz norte-americana.
  - Eddy Voordeckers, ex-futebolista belga.
- 1962 — Clint Black, cantor, compositor, guitarrista e produtor americano.
- 1963 — Noodles, guitarrista e compositor estadunidense.
- 1964
  - Oleg Protasov, ex-futebolista ucraniano.
  - Marc Van Der Linden, ex-futebolista belga.
- 1966 — Viatcheslav Ekimov, ciclista russo.
- 1967
  - Sergei Grinkov, patinador artístico russo (m. 1995).
  - Alejo García Pintos, ator argentino.
- 1968 — Sami Trabelsi, ex-futebolista e treinador de futebol tunisiano.
- 1970
  - Gabrielle Anwar, atriz britânica.
  - Hunter Biden, advogado e lobista americano.
  - Marina Eltsova, ex-patinadora artística russa.
- 1971
  - Rob Corddry, ator, produtor e roteirista americano.
  - Eric Garcetti, tenente e político americano.
- 1972
  - Dara Ó Briain, comediante e apresentador de televisão irlandês.
  - Giovanni, ex-futebolista e treinador brasileiro.
- 1973 — Oscar de la Hoya, ex-pugilista norte-americano.
- 1974 — Rocío Monasterio, política espanhola.
- 1975
  - Natalie Imbruglia, cantora, compositora e atriz australiana.
  - Siegfried Grabner, snowboarder austríaco.
- 1976 — Chen Kun, ator, cantor, autor e produtor chinês.
- 1977 — Gavin DeGraw, cantor e compositor norte-americano.
- 1978
  - Marcelo Camelo, cantor, compositor, produtor e multi-instrumentista brasileiro.
  - Elvis Évora, jogador de basquete português.
  - Harriet Hunt, enxadrista britânica.
- 1979
  - Giorgio Pantano, automobilista italiano.
  - Souza, futebolista brasileiro.
- 1981
  - Sabrina Sato, modelo, humorista e apresentadora brasileira.
  - Jason Kapono, jogador de basquete americano.
  - Johan Vansummeren, ciclista belga.
  - Alecsandro, futebolista brasileiro.
- 1982
  - Chris Sabin, lutador americano.
  - Tomas Vaitkus, ciclista lituano.
  - Kimberly Wyatt, cantora e dançarina norte-americana.
  - Moïse Brou Apanga, futebolista gabonês.
- 1983 — Miguel Garcia, futebolista português.
- 1984 — Mauricio Pinilla, futebolista chileno.
- 1985 — Bug Hall, ator norte-americano.
- 1986
  - Dinélson, futebolista brasileiro.
  - Nicolás Sánchez, futebolista argentino.
  - Mahmudullah Riyad, jogador de críquete bangladês.
- 1987
  - Lucie Šafářová, tenista tcheca.
  - Darren O'Dea, futebolista irlandês.
- 1988 — Carly Patterson, ginasta e cantora norte-americana.
- 1989
  - Evgeniya Rodina, tenista russa.
  - Nkosi Johnson, ativista sul-africano (m. 2001).
- 1990 — Haruka Tomatsu, cantora e dubladora japonesa.
- 1991 — Mike Santana, wrestler norte-americano.
- 1993
  - Pablo Morais, ator brasileiro.
  - Emiliano Rigoni, futebolista argentino.
  - Anouk Vetter, atleta holandesa.
- 1994 — Alexia Putellas, futebolista espanhola.
- 1995 — Pione Sisto, futebolista sudanês.
- 1997 — Ivan Rabb, basquetebolista norte-americano.
- 1998
  - Malik Monk, jogador de basquete norte-americano.
  - MC Danny, cantora brasileira.
  - Isadora Cruz, atriz brasileira.
- 1999 — Veljko Stojnić, ciclista sérvio.
- 2000 — Kantapon Jindataweephol, ator, cantor e modelo tailandês.

### Século XXI
- 2002 — Troy Parrott, futebolista irlandês.
- 2003
  - Kyla Kenedy, atriz norte-americana.
  - Rasmus Højlund, futebolista dinamarquês.
- 2004 — Paul Aron, automobilista estoniano.
- 2006 — Tyrique George, futebolista inglês.
- 2007 — Melody, cantora e compositora brasileira.
- 2008 — Enzo Rabelo, cantor e compositor brasileiro.

## Mortes

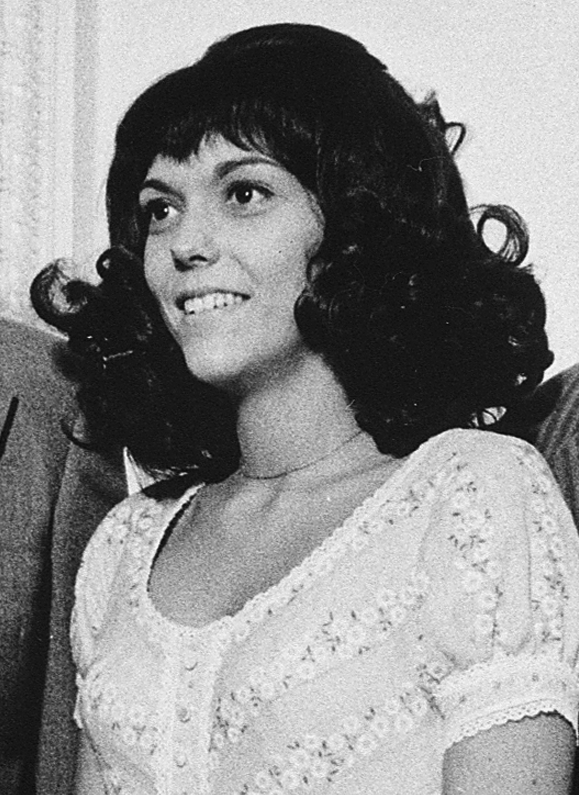
Karen Carpenter

### Anterior ao século XIX
- 0211 — Septímio Severo, imperador romano (n. 146).
- 0708 — Papa Sisínio (n. 650).
- 0856 — Rábano Mauro, arcebispo e teólogo franco (n. 780).
- 1498 — Antonio Pollaiuolo, artista italiano (n. 1429).
- 1505 — Joana de Valois, Duquesa de Berry (n. 1464).
- 1508 — Conrad Celtis, poeta e estudioso alemão (n. 1459).
- 1555 — John Rogers, clérigo e tradutor inglês (n. 1505).
- 1590 — Gioseffo Zarlino, compositor e teórico italiano (n. 1517).
- 1615 — Giovanni Battista della Porta, dramaturgo e estudioso italiano (n. 1535).
- 1617 — Lodewijk Elzevir, editor neerlandês (n. 1546).
- 1631 — Bartolomé Leonardo de Argensola, poeta e historiador espanhol (n. 1562).
- 1691 — Paul Amman, médico e botânico alemão (n. 1634).
- 1713 — Anthony Ashley-Cooper, 3.º Conde de Shaftesbury, filósofo e político britânico (n. 1671).
- 1774 — Charles Marie de La Condamine, matemático e geógrafo francês (n. 1701).
- 1781 — Josef Mysliveček, compositor tcheco (n. 1737).
- 1784 — Frederica Luísa da Prússia (n. 1714).
- 1799 — Étienne-Louis Boullée, arquiteto e educador francês (n. 1728).

### Século XIX
- 1837 — John Latham, ornitólogo britânico (n. 1740).
- 1843 — Theodoros Kolokotronis, general grego (n. 1770).
- 1853 — Maria Amélia de Bragança, princesa do Brasil (n. 1831).
- 1867 — Ernesto Meumann, compositor, pianista e empresário alemão (n. c. 1810).
- 1891 — Pelagio Antonio de Labastida, arcebispo católico e político mexicano (n. 1816).

### Século XX
- 1910 — Giovanni Passannante, anarquista italiano (n. 1849).
- 1926 — Adolphe Willette, pintor francês (n. 1857).
- 1928
  - Francisco do Rego Maia, bispo católico brasileiro (n. 1849).
  - Hendrik Lorentz, físico e acadêmico neerlandês (n. 1853).
- 1933 — Archibald Sayce, linguista e educador britânico (n. 1846).
- 1939 — Edward Sapir, antropólogo e linguista estadunidense (n. 1884).
- 1940 — Nikolai Yezhov, policial e político russo (n. 1895).
- 1956 — Savielly Tartakower, jogador de xadrez, jornalista e escritor russo-francês (n. 1887).
- 1959 — Una O'Connor, atriz irlando-americana (n. 1880).
- 1968 — Neal Cassady, romancista e poeta americano (n. 1926).
- 1974 — Satyendra Nath Bose, físico, matemático e acadêmico indiano (n. 1894).
- 1975 — Louis Jordan, cantor, compositor e saxofonista americano (n. 1908).
- 1982 — Alex Harvey, cantor, compositor e guitarrista britânico (n. 1935).
- 1983 — Karen Carpenter, cantora estadunidense (n. 1950).
- 1985 — Jesse Hibbs, diretor de cinema e TV estadunidense (n. 1906).
- 1987
  - Carl Rogers, psicólogo e acadêmico estadunidense (n. 1902).
  - Liberace, cantor, compositor e pianista estadunidense (n. 1919).
  - Meena Keshwar Kamal, ativista dos direitos das mulheres afegã (n. 1956).
- 1989 — Daniel Más, jornalista e autor brasileiro de telenovelas (n. 1944).
- 1990 — Berta Karlik, especialista em física austríaca (n. 1904).
- 1994 — Fred De Bruyne, ciclista belga (n. 1930).
- 1995 — Patricia Highsmith, romancista e contista norte-americana (n. 1921).
- 1997 — Paulo Francis, jornalista e escritor brasileiro (n. 1930).
- 1999 — Luigi Bernabò Brea, arqueólogo italiano (n. 1910).

### Século XXI
- 2001 — J. J. Johnson, trombonista de jazz estadunidense (n. 1924).
- 2002
  - George Nader, ator americano (n. 1921).
  - Sigvard Bernadotte, nobre e designer de produtos sueco (n. 1907).
- 2003 — Benyoucef Benkhedda, farmacêutico e político argelino (n. 1920).
- 2004 — Hilda Hilst, poetisa, escritora e dramaturga brasileira (n. 1930).
- 2005 — Ossie Davis, ator, diretor e dramaturgo estadunidense (n. 1917).
- 2006 — Betty Friedan, líder feminista e escritora estadunidense (n. 1921).
- 2007
  - Bauer, futebolista e treinador brasileiro (n. 1925).
  - Barbara McNair, cantora e atriz norte-americana (n. 1934).
- 2009
  - Adilson Nascimento, basquetebolista brasileiro (n. 1951).
  - Lux Interior, músico estadunidense (n. 1946).
- 2011 — Martial Célestin, advogado e político haitiano (n. 1913).
- 2012
  - Florence Green, militar britânica (n. 1901).
  - István Csurka, jornalista e político húngaro (n. 1934).
- 2013
  - Donald Byrd, trompetista americano (n. 1932).
  - Reg Presley, cantor e compositor britânico (n. 1941).
- 2014 — Eugenio Corti, escritor italiano (n. 1921).
- 2015 — Odete Lara, atriz brasileira (n. 1929).
- 2016 — Edgar Mitchell, capitão, aviador e astronauta americano (n. 1930).
- 2017 — Bano Qudsia, escritora paquistanesa (n. 1928).
- 2018 — John Mahoney, ator, dublador e comediante anglo-americano (n. 1940).
- 2019 — Matti Nykänen, saltador de esqui e cantor finlandês (n. 1963).
- 2020
  - Asa Branca, locutor de rodeios e cantor brasileiro (n. 1962).
  - Daniel Toroitich arap Moi, político queniano (n. 1924).
- 2025 — Humberto Souto, político brasileiro (n. 1934).

## Feriados e eventos cíclicos
- Dia Mundial Contra o Câncer
- Dia Internacional da Fraternidade Humana
- Dia do Amigo do Facebook (criação da rede social em 2004)

### Angola
- Dia do Início da Luta Armada de Libertação Nacional

### Brasil
- Feriado Municipal na cidade de Itaocara, Rio de Janeiro
- Aniversário do município de Dois Córregos, São Paulo
- Aniversário do município de Macapá, Amapá

### Cristianismo
- Antônio de Supraśl
- Eduardo Francisco Pironio
- Isidoro de Pelúsio
- Joana de Valois
- João de Brito
- José de Leonissa
- Rábano Mauro
- Rimberto de Hamburgo

## Outros calendários
- No calendário romano era o dia de véspera das nonas de fevereiro.
- No calendário litúrgico tem a letra dominical G para o dia da semana.
- No calendário gregoriano a epacta do dia é xxvi ou 25.